# Высокое (село, Новодугинский район)
Высо́кое — село в Смоленской области России. Административный центр Высоковское сельское поселение.

## География
Расположено в северо-восточной части области в 22 км к юго-западу от Новодугино, на правом берегу реки Вазузы. В 10 км к востоку от села автодорога Р134 «Старая Смоленская дорога» Смоленск — Дорогобуж — Вязьма — Зубцов.

## Население
1. Н/Д[3]

## История
В XVIII веке — сельцо Высокое. В сельце находилось имение капитана генерал-майорского ранга М. Л. Мельникова. В начале XIX века имение перешло его сыну тайному советнику Григорию Михайловичу Мельникову. В 1857 году его дочь Александра вышла замуж за графа Д. Н. Шереметева, который с 1860 года начал застраивать усадьбу. Проект зданий и общая планировка усадьбы были выполнены известным архитектором Бенуа Н. Л. Строительство велось с 1867 по 1873 год. В 1893 году в Высоком открылась почтово-телеграфная станция, заработала паровая машина для подъёма воды из реки Вазузы в дома. В 1918 году, после национализации имения, значительная часть ценностей была вывезена в Москву в Российский музейный фонд. В настоящее время церковь находится в полуразрушенном состоянии, сохранились остатки парка и большинства построек усадьбы.

## Экономика
Сельскохозяйственный техникум.

## Достопримечательности
- Памятник архитектуры «Бывшая усадьба графа Шереметева, вторая половина XIX века», в составе: дворец, дом старой графини, детский дом, конезавод, прачечная, птичник, коровник, молочная ферма, парк[5].
- Тихвинская церковь, 1870—1886 гг.
- Памятник авиаторам